# Spomenka Štimec
Spomenka Štimec (Orehovica, 4 gennaio 1949) è una scrittrice, traduttrice ed esperantista croata.
Attualmente è segretario della Esperantlingva Verkista Asocio, l'associazione che raggruppa gli scrittori in lingua esperanto. È membro dell'Akademio de Esperanto.

## Biografia
Dopo l'istruzione di base, la Štimec si trasferì a Zagabria per studiare; nel 1972 si laureò in lingua tedesca e francese. Nello stesso anno iniziò a lavorare attivamente all'interno del movimento esperantista, nell'ambito dell'Internacia Kultura Servo; avrebbe proseguito tale attività sino al 1994.
La Štimec apprese l'esperanto sedicenne, nel 1964, tramite un corso tenuto da Zdenka Ivek nel ginnasio di Varasdino. Il primo congresso universale cui partecipò fu il congresso di Budapest del 1966.
Le sue attività nel movimento esperantista iniziarono con l'adesione allo Studenta Esperanto-Klubo di Zagabria (1967). La Štimec fu quindi attiva nella TEJO e nell'UEA, e fra le varie attività organizzò l'Internacia Junulara Kongreso di Sarajevo del 1973 e fu segretaria presso quello di Münster del 1974. Fu membro del gruppo direttivo dell'UA per la cultura, e lanciò durante un congresso universale il Tago de Libro.
Tradusse spettacoli di marionette e collaborò all'organizzazione dei Pupteatraj Internaciaj Festivaloj fra il 1968 e il 1982. Fu inoltre segretaria della Kroata Esperanto-Ligo nel 1995.
Durante la sua vita, tenne conferenze in diverse nazioni (Francia, Svezia, Iran, Corea, Giappone); insegnò inoltre l'esperanto, come visiting professor, negli Stati Uniti, all'Università di Hartford e all'Università di San Francisco (1993-2000).
Condusse numerosi corsi di esperanto nelle scuole elementari di Zagabria e Velika Gorica; tenne corsi di livello medio e avanzato all'interno della Kroata Esperanto-Ligo fra il 2003 ed il 2004.
Dal 1995 la sua fattoria familiare Njeguš, fra Hrašćina e Trgovišće, è a disposizione per incontri esperantisti.

## La carriera da scrittrice
La Štimec è autrice di un romanzo, di raccolte di novelle e di racconti di viaggio. Il suo lavoro più conosciuto, e forse più importante, è il romanzo Ombro sur interna pejzaĝo, che con una delicata psicologia rappresenta la separazione dalle persone con cui condividiamo la nostra vita. Lavorò per numerose riviste, fra cui Monato. Per diversi anni usò l'esperanto come lingua di comunicazione quotidiana, a casa.
Numerosi racconti di viaggio da lei scritti sono stati trasmessi dalla Kroata Radio.
Nel 2004 la Štimec presentò al ministero croato degli affari esteri una collezione di opere letterarie croate tradotte, utilizzando l'esperanto come lingua ponte, in cinese, persiano e giapponese. Il ministero la accolse e si congratulò con la comunità esperantista per le sue attività culturali.

## Opere
- Ombro sur interna pejzaĝo (romanzo, 1984)
- Nesenditaj leteroj el Japanio (resoconto di viaggio personale, 1990)
- Vojaĝo al disiĝo (racconti, 1990)
- Geografio de miaj memoroj (racconti, 1992)
- Kroata milita noktlibro (racconti, 1993)
- Tena: hejmo en Mezeŭropo (cronaca familiare, 1996)
- La Aŭstralia pupo (racconti, 1997)
- Gastamo (pezzo teatrale, 1982)
- Virino kiu flustris en uragano (pezzo teatrale, 1986)
- Tilla (romanzo, 2002)
- Hodler en Mostar (romanzo, 2006)

## Traduzioni
- Zlatko Kirilić: Ovo (pupteatrĵo, Zagreb 1989, versojn Lucija Borčić)

## Traduzioni in italiano
- Spomenka Štimec, Paesaggio con ombre in un interno, traduzione dall'esperanto di Carlo Minnaja e Giulio Cappa, Padova, Il Poligrafo, 2019, ISBN 978-88-9387-056-6